# Шверин, Максимилиан
Максимилиан фон Шверин-Путцар (1804—1872) — прусский государственный деятель.

## Биография
Максимилиан фон Шверин-Путцар родился 30 декабря 1804 года в Больдекове.
В 1847 году он был избран в соединенный ландтаг, где принадлежал к умеренным либералам; 19 марта 1848 года получил должность министра по делам культов в либеральном министерстве Кампгаузена, вместе с которым вышел в отставку в июне того же года. Он был также членом франкфуртского парламента, где в качестве сторонника наследственной империи принадлежал к правой фракции.
В 1849 году избран в прусскую палату депутатов и потом переизбирался в неё при каждых новых выборах, занял в ней место в рядах сначала весьма малочисленной либеральной партии. В два первых законодательных периода, 1849—1855 гг., был президентом палаты депутатов. В июле 1859 г. он вступил в министерство «новой эры» (Карла Антона Гогенцоллерн-Зигмарингена) на пост министра внутренних дел и занимал его в течение 3 лет, пользуясь сочувствием либералов. При торжестве реакции в 1862 г. он вышел в отставку вместе с кабинетом, и в ландтаге явился вождем небольшой партии «старолибералов».
В эпоху конфликта (1862—1866) он боролся с правительством Бисмарка, отказывая в принятии бюджета. После победы над Австрией в 1866 году Шверин был одним из первых либералов, высказавшихся за примирение с правительством Бисмарка. Он голосовал за потребованный Бисмарком индемнитет.
Почти со всей своей партией он тогда присоединился к выделившейся из рядов прогрессистов национально-либеральной партии, деятельным членом которой оставался до смерти, в ландтаге и в учредительном (1867) и северогерманском рейхстаге (1867—1870).